# 馬克·奧爾福德
老马克·艾伦·阿尔福德（英語：Mark Allen Alford Sr.，1963年10月4日—）是一位美國政治人物、前電視新聞主播，現為代表密苏里州第四国会选区聯邦眾議員。

## 早年
老奧爾福德出生於德克薩斯州貝敦。
讀於斯特林高中和德克薩斯大學奧斯汀分校，但沒有畢業就離開了大學。

## 外部連結
- Congressman Mark Alford （页面存档备份，存于） official U.S. House website
- Mark Alford for Congress （页面存档备份，存于） campaign website
- 美國國會國家人物傳記大辭典中的傳記
- 由華盛頓郵報維護的投票記錄
- 智慧投票计划中的傳記、投票紀錄及利益集團評級
- 聯邦選舉委員會中的競選財務報告和數據
- C-SPAN內的頁面（英文）